# درآمدی بر فلسفه تاریخ
کتاب درآمدی بر فلسفه تاریخ نوشتهٔ مایکل استنفورد (به انگلیسی: Michael Stanford) استاد برجسته تاریخ، مهم‌ترین مسائل فلسفی تاریخ و علوم اجتماعی را با کمک مثال‌هایی روشنگر و به زبانی بسیار ساده بیان می‌کند.

## شرح کتاب
کتاب درآمدی بر فلسفه تاریخ، در ۹ فصل اصلی خود؛ با هم‌سنجی بنیادها و ویژگی‌های هستی شناسانه، شناخت شناسانه و روش شناسانهٔ تاریخ، علوم اجتماعی و علوم تجربی تلاش کرده‌است جایگاه متمایز معرفت تاریخی را به درستی روشن کرده، به پرسش‌ها و تردیدهای مربوط به اعتبار چنین معرفتی پاسخ‌های مناسب بدهد.

در این کتاب پس از بحثی کوتاه دربارهٔ چیستی فلسفهٔ تاریخ و رابطه و نسبت میان تاریخ، فلسفه و علوم اجتماعی به بررسی مسائل و موضوع‌های بسیار مهم و پایداری مانند علت، تبیین، عینیت، حقیقت و معنا می‌پردازد. فصل پایانی کتاب هم دربرگیرندهٔ بحث جالبی در پاسخ به این پرسش است که آیا تاریخ پایان یافته‌است؟
این کتاب توسط دکتر احمد گل‌محمدی در سال ۱۳۸۴ به فارسی برگردان شده و توسط نشر نی در ۴۶۴ صفحه به چاپ رسیده‌است.

## فهرست فصول
- پیش گفتار
- پیش‌درآمد
- فصل اول: تاریخ فلسفه و علوم اجتماعی
- فصل دوم: موضوع‌های اصلی
- فصل سوم: علت‌ها و تبیین‌ها
- فصل چهارم: تبیین در علوم اجتماعی و تاریخ
- فصل پنجم: علم، تاریخ، تاریخ باوری
- فصل ششم: ذهن
- فصل هفتم: معنا
- فصل هشتم: فقط پیوند
- فصل نهم: پایان تاریخ؟
- کتابنامه
- نمایه

## پیش گفتار
در فصل پیشگفتار؛ مایکل استنفورد در خصوص کتاب پیش روی خواننده اینچنین آورده‌است:
تا زمانی که ناشران، با دلایلی مناسب و معتبر، مرا متقاعد کردند تا چنین عنوانی برای کتاب برگزینم، می‌خواستم عنوان کتاب را گفتگوی پایدار یا بحث بی پایان انتخاب کنم، زیرا بر این باور هستم که چنین عبارتی ماهیت تاریخ، چونان مطالعه گذشته را به درستی نشان می‌دهد.

چنان‌که همه می‌دانیم واژه تاریخ را می‌توان برای دو نوع توالی به کار برد؛ «توالی رویدادها» و «توالی گزارش‌ها از آن رویداد». عبارت فلسفهٔ تاریخ هم دارای چنین ابهامی است. فلسفه تاریخ ممکن است کوششی فکری باشد برای رسیدن به تصورات کلی یا سنجیده دربارهٔ خود رویدادها یا گزارش و برداشت از رویدادها.

تا سال‌های میانی سده بیستم معمولاً معنای نخست از فلسف تاریخ مد نظر بود ولی پس از آن معنای دوم معمول شد. پس خود فلسفه تاریخ هم تارخی دارد و به‌طور کلی ما با چهار توالی رو به رو هستیم که هیچ‌کدام از آنها به نتیجه ای معین و قطعی نرسیده‌اند و تا پایان زمان هم بدیهی است که نخواهند رسید.

چنین ادعایی دربارهٔ توالی نخست (یا همان توالی رویدادها) صحت دارد. بسیاری افراد به ویژه افراد دارای ذهن پوزیتیویستی بر این تصور بوده‌اند که دست کم توالی دوم (یا همان توالی گزارش رویدادها) باید قطعی و نهایی باشند و بنابراین، گزینه‌ها را به موارد سوم و چهارم محدود میکندد اما اینگونه نیست.

ا.س. دانتو این نکته را بیان کرده‌است که؛ همه توصیف‌های تاریخی موقتی هستند و باید باشند تا پایان آینده (یعنی تا زمانی که توالی رویدادها نیز به پایان برسند) هیچ توصیف کاملی از گذشته نمی‌توان عرضه کرد. اگر این ادعا دربارهٔ توصیف‌ها صادق باشد، باید تبیین‌ها و تفسیرهای تاریخی هم باشند.

با توجه به این موضوع نکتهٔ دیگری هم به ذهن می‌آید که اغلب نادیده گرفته می‌شود: توالی‌های نوع اول و نوع دوم جدا نیستند بلکه همواره بر یکدیگر تأثیر گذاشته، به شکل‌گیری همدیگر کمک می‌کنند. همانگونه که تاریخ‌ها بر رویدادهای جاری تأثیر می‌گذارند، رویدادهای جاری نیز تاریخ‌های خاصی را ایجاب می‌کنند